# Ga'aton
Ga'aton (hebrejsky גַּעְתּוֹן, v oficiálním přepisu do angličtiny Ga'ton) je vesnice typu kibuc v Izraeli, v Severním distriktu, v Oblastní radě Mate Ašer.

## Geografie
Leží v nadmořské výšce 294 metrů na západních svazích Horní Galileji, které jižně od obce spadají do údolí, jímž protéká vádí Nachal Ošrat. Na severní straně pak protéká v hlubokém terénním zářezu Nachal Ga'aton a do něj ústící Nachal Mejrav.
Kibuc je situován nedaleko od okraje Izraelské pobřežní planiny, 12 kilometrů od břehu Středozemního moře a 9 kilometrů od libanonských hranic, 11 kilometrů východně města Naharija, cca 110 kilometrů severoseverovýchodně od centra Tel Avivu a cca 30 kilometrů severovýchodně od centra Haify. Ga'aton obývají Židé, přičemž osídlení v tomto regionu je etnicky smíšené. Západním a severním směrem převládají židovská sídla, na jihu a východě začínají oblasti centrální Galileji, které obývají ve vyšší míře izraelští Arabové a Drúzové. Jižně od kibucu leží drúzské město Januch-Džat.
Ga'aton je na dopravní síť napojen pomocí lokální silnice číslo 8833, která vede od pobřežní nížiny do města Ma'alot-Taršicha.

## Dějiny
Ga'aton byl založen v roce 1948. Pojmenován je podle stejnojmenného židovského sídla zmiňovaného v Talmudu.
Zakladateli kibucu byli židovští přistěhovalci z Maďarska napojení na hnutí ha-Šomer ha-Ca'ir a sdružení do skupiny Achad be-Maj (האחד במאי, První máj) a takto zněl i původní název vesnice. Zdejší obyvatelé patřili během války za nezávislost v roce 1948 k oporám vojenských jednotek Palmach. Později populaci posílily i další skupiny, rodilých Izraelců nebo židovských přistěhovalců z Jižní Ameriky.
Ekonomika kibucu je založena na zemědělství a průmyslu (produkce zdravotnického materiálu). V Ga'aton fungují zařízení předškolní péče. Základní škola je v obci Kabri. Dále je zde k dispozici zdravotní ordinace, obchod, plavecký bazén a sportovní areály.

## Demografie
Obyvatelstvo kibucu Ga'aton je sekulární. Podle údajů z roku 2014 tvořili naprostou většinu obyvatel v Ga'aton Židé (včetně statistické kategorie "ostatní", která zahrnuje nearabské obyvatele židovského původu ale bez formální příslušnosti k židovskému náboženství).
Jde o menší sídlo vesnického typu se populací, která po dlouhodobé stagnaci zaznamenává nárůst. K 31. prosinci 2014 zde žilo 545 lidí. Během roku 2014 populace stoupla o 4,2 %.
| Rok            | 1948 | 1961 | 1972 | 1983 | 1995 | 2001 | 2003 | 2004 | 2005 | 2006 | 2007 | 2008 | 2009 | 2010 | 2011 | 2012 | 2013 | 2014 |
| -------------- | ---- | ---- | ---- | ---- | ---- | ---- | ---- | ---- | ---- | ---- | ---- | ---- | ---- | ---- | ---- | ---- | ---- | ---- |
| Počet obyvatel | 77   | 222  | 249  | 382  | 420  | 391  | 424  | 417  | 410  | 409  | 416  | 408  | 486  | 512  | 527  | 528  | 523  | 545  |